# Teatro Manoel
Il Teatro Manoel (in maltese anche Teatru Manoel) è situato nell'attuale Old Theatre Street (Triq it-Teatru l-Antik, nome originario italiano Strada Teatro) a La Valletta, esso è attualmente il teatro nazionale della repubblica maltese e sede della filarmonica di Malta (Orkestra Filarmonika Nazzjonali).

## Storia
Nel 1731 António Manoel de Vilhena, gran maestro del Sovrano militare ordine di Malta, commissionò e finanziò personalmente la costruzione di questo edificio che doveva avere la funzione di pubblico teatro "per un'onesta ricreazione del popolo". Questo motto venne inscritto pertanto sull'entrata principale del teatro, dove ancora oggi si trova (ad honestam populi oblectationem). La costruzione venne completata in 10 mesi con un costo di 2.184 scudi e la prima opera rappresentata qui fu la Merope, una tragedia classica di Scipione Maffei, il 9 gennaio 1732.  Gli attori di questa produzione furono gli stessi cavalieri e le scene vennero disegnate dall'architetto dei cavalieri maltesi, Francois Mondion. La direzione del teatro venne affidata al cavaliere più anziano, conosciuto col nome di "protettore". 
Il progetto venne con tutta probabilità modellato sul teatro di Palermo dell'epoca, anche se originariamente l'auditorium aveva forma semicircolare o a forma di ferro di cavallo, con un palco centrale. Nella successiva metà del secolo, il repertorio teatrale andò ampliandosi con opere teatrali francesi ed italiane come opere di Johann Adolf Hasse, Niccolò Piccinni e Baldassare Galuppi. La prima opera conosciuta di Niccolò di Malta, "Casaciello persguitato da un mago" in lingua italiana, venne rappresentata qui nel 1792 e Niccolò di Malta stesso divenne direttore di questo teatro a partire dal 1798, quando Napoleone Bonaparte prese Malta strappandola all'Ordine dei cavalieri.
Passata l'isola nelle mani degli inglesi, il teatro venne rinominato "Teatro Reale" (esattamente così, in italiano) e subì una serie di modifiche ed ampliamenti a partire dal 1812 quando il generale George Whitmore aggiunse l'attuale galleria ed il proscenio, innalzando il soffitto a cupola ed aggiungendo altri otto palchi, portandoli ad un totale di 67 e dando all'auditorium una forma attuale come ai nostri giorni. Fu tuttavia mantenuta l'antica iscrizione Teatro Manoel sul portone di ingresso; anch'essa persiste oggi in italiano. Altre modifiche vennero apportate nel 1844 quando il pittore maltese Saverio Giorgio Ercolani (già disegnatore di scene sotto i cavalieri maltesi), ridipinse i pannelli lignei decorativi dei palchi. Esso venne visitato da molti dignitari stranieri tra i quali ricordiamo Sir Walter Scott ed Adelaide di Sassonia-Meiningen, vedova del re Guglielmo IV d'Inghilterra che recitò negli spettacoli Elisir d'Amore e Gemma di Vergy in questo teatro, durante la sua convalescenza a Malta. Lucia di Lammermoor venne recitata in una serata di gala in onore della regina col soprano Camilla Darbois.
Il teatro cadde quasi in disuso a partire dal 1866 dopo la costruzione del Teatro Reale dell'Opera a La Valletta ad opera di Edward Middleton Barry. La sorte dello storico Teatro Reale venne quindi compromessa e divenne una casa per sfollati e cittadini indigenti che avevano una stanza per pochi soldi a notte. Nel 1873 il Teatro Reale venne rinominato "Teatro Manoel" e ritornò in auge dopo l'incendio del Teatro Reale dell'Opera finché quest'ultimo non venne ricostruito nel 1877 contribuendo nuovamente al declino del teatro Manoel.
Durante la seconda guerra mondiale divenne un centro di raccolta per le vittime dei bombardamenti della Luftwaffe e delle forze dell'Asse.
Dopo la distruzione del Teatro Reale dell'Opera nei bombardamenti del 7 aprile 1942, il teatro Manoel venne espropriato dal governo di Malta nel 1956 e restaurato con l'intento di riportarlo all'antico splendore. Negli anni successivi il teatro venne ampliato con l'annessione dell'adiacente palazzo Bonnici, un grande palazzo del XVIII secolo sede antica della famiglia Testaferrata Bonnici, dove attualmente si trovano il caffè e il ristorante del teatro.

## Struttura
Il teatro Manoel è un teatro di piccole dimensioni, con 623 posti a sedere ed un auditorium di forma ovale, costruito interamente in legno dorato e con molti trompe-l'œil soprattutto sul soffitto, al fine di richiamare una cupola.
Nascosto da un'austera facciata, esso è realizzato in tipico stile manierista italo-maltese, riccamente adorno, mentre l'interno è in pieno rococò. Malgrado le numerose alterazioni negli anni, esso ha mantenuto tutto sommato la sua struttura originale, così come le scalinate in marmo di Carrara o i candelabri viennesi. Due risorgive naturali sotto il pavimento del teatro creano un'acustica perfetta al punto che anche dal fondo della sala è possibile udire il direttore d'orchestra che volta le pagine.

## Famosi visitatori
Molte sono le personalità che hanno calcato le scene di questo palco, tra cui Rosanna Carteri, Boris Christoff, Mirella Freni, Cecilia Gasdia, Louis Kentner, Flaviano Labò, Dame Moura Lympany, Sir Yehudi Menuhin, John Neville, Magda Olivero, Michael Ponti, Katia Ricciarelli, Mstislav Rostropovich, Dame Margaret Rutherford, Steve Hackett, Giuseppe Gentile, Dame Kiri Te Kanawa e Sir Donald Wolfit. Tra le compagnie che vi hanno recitato si ricordano la Nottingham Playhouse, la Comédie-Française e lo Staatsballett di Berlino